# Sânmărghita (okręg Kluż)
Sânmărghita (węg. Szentmargita) – wieś w Rumunii, w okręgu Kluż, w gminie Mica. W 2011 roku liczyła 953 mieszkańców.